# Kopli (Tallinn)
Kopli (de naam is afgeleid van ‘Koppel’, het Duitse woord voor ‘grasland’) is een subdistrict of wijk binnen het stadsdistrict Põhja-Tallinn in Tallinn, de hoofdstad van Estland. De Duitse naam voor de wijk was Ziegelskoppel; in de tsarentijd noemden de Russen haar Корабельное (Korabelnoje).
De wijk had 6.671 inwoners op 1 januari 2020. Kopli is een schiereiland binnen het stadsdistrict Põhja-Tallinn, dat zelf al een schiereiland is. Kopli grenst aan de wijken Paljassaare en Pelguranna. Het deel van de Baai van Tallinn ten oosten van Kopli heet Baai van Paljassaare (Paljassaare laht), het deel ten westen van Kopli heet Baai van Kopli (Kopli laht).

## Geschiedenis

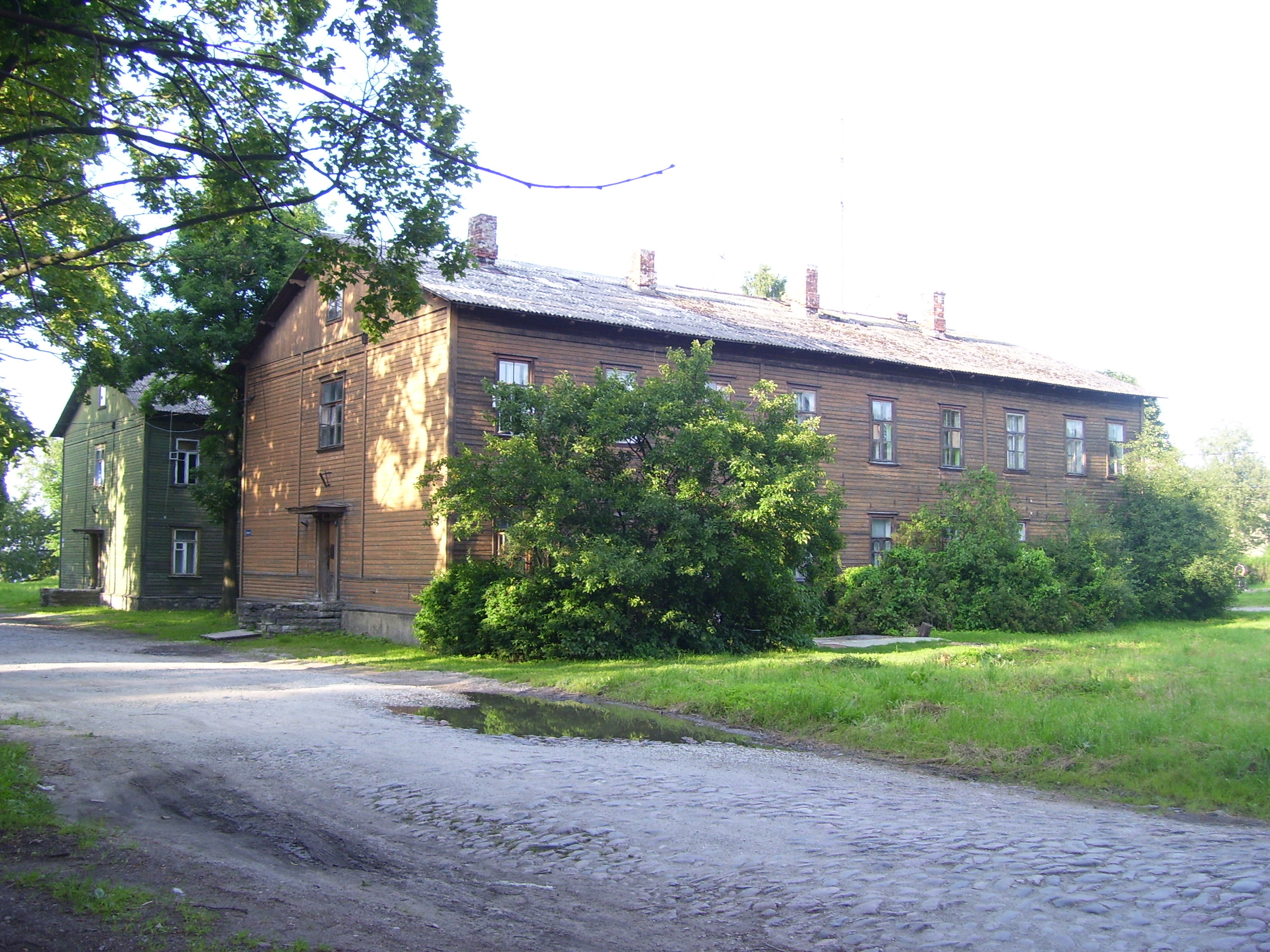
Houten woonkazernes uit de jaren tien van de 20e eeuw

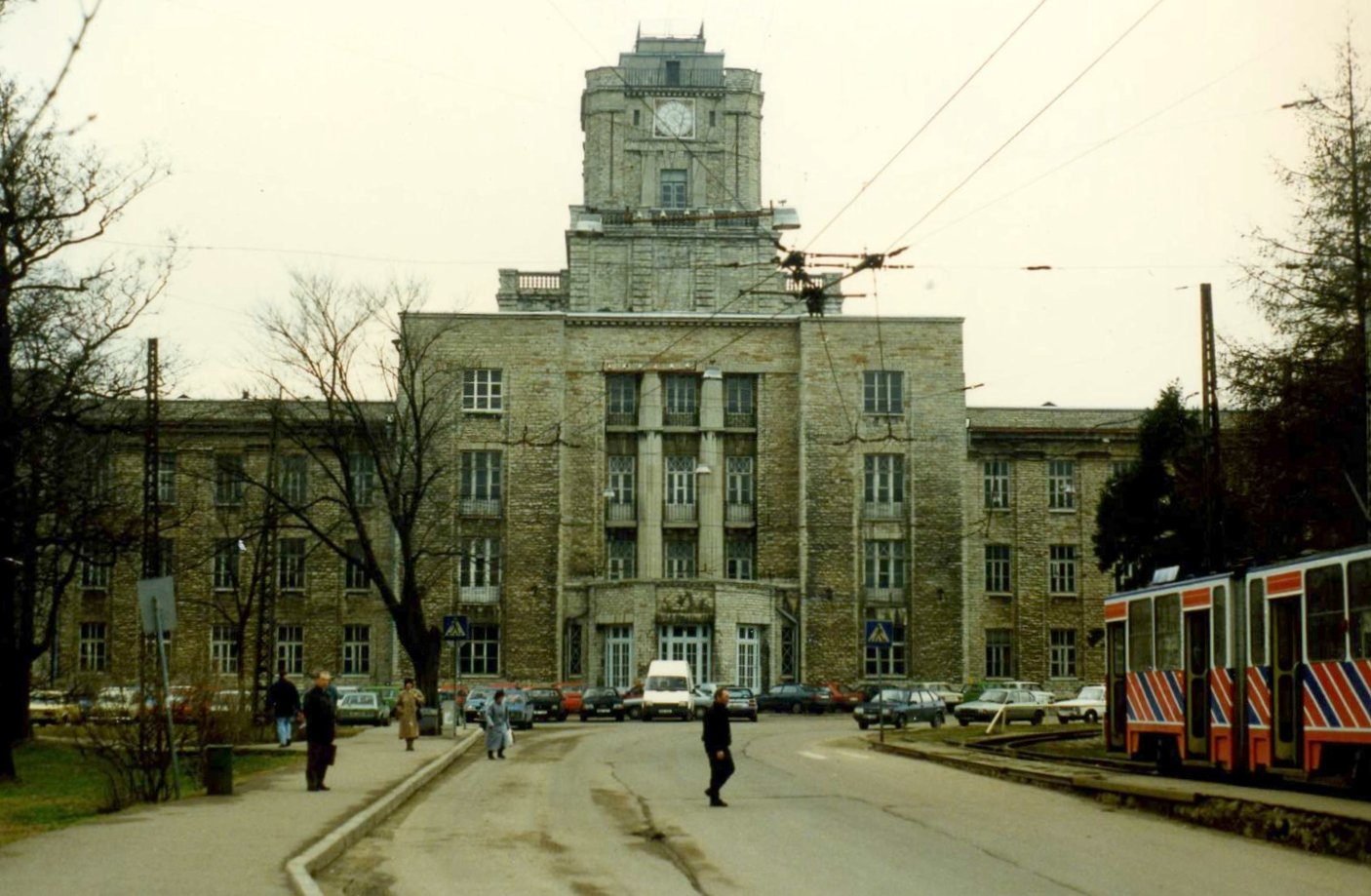
De Hogere Zeevaartschool in Kopli

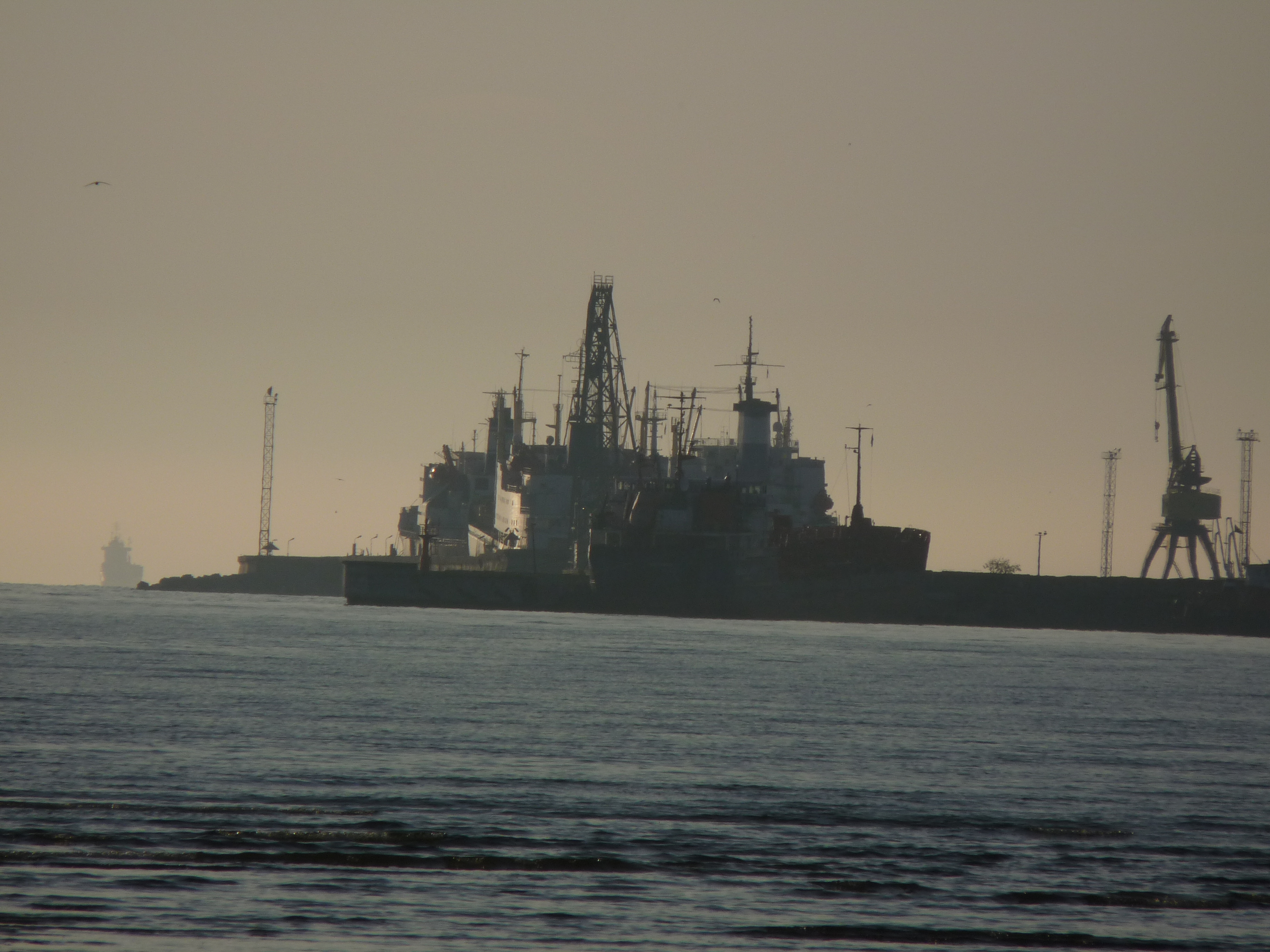
Bekkeri sadam

Kopli was net als andere delen van Põhja-Tallinn oorspronkelijk weideland dat de bevolking van Tallinn gebruikte om er zijn vee op te laten grazen. In de 14e eeuw ontstond er een vissersdorp.
Tegen het eind van de 19e eeuw werden er industrieën gevestigd; vooral de apparatenbouw was goed vertegenwoordigd. Het aantal industriearbeiders in Kopli groeide. Tussen 1902 en 1917 trad een verdubbeling op. Voor hun gezinnen werden houten woonkazernes gebouwd, waarvan een deel nog steeds bestaat.
In 1911 besloten de Russische autoriteiten de haven uit te breiden met een marinehaven. In het kielzog van de Russische marine bouwden particuliere investeerders ook een scheepswerf (nu van de BLRT Grupp) en een scheepswerf annex handelshaven, Bekkeri sadam (Bekkerhaven, naar de eigenaar, nu Tallinn Bekker Port LLC geheten). Vlak voordat de Eerste Wereldoorlog uitbrak kwam een tramlijn met het centrum van Tallinn gereed.
Na de Eerste Wereldoorlog, in het onafhankelijk geworden Estland, stagneerden zowel de industriële bedrijvigheid als de scheepsbouw in Kopli. Pas in de jaren dertig krabbelde de wijk weer overeind.
De Tweede Wereldoorlog maakte aan die ontwikkeling een eind. Na de oorlog, onder Sovjetbezetting, keerde de bedrijvigheid weer enigszins terug. In de wijk vestigden zich veel mensen van buiten Estland, de meesten Russischtalig. Voor hen werden flats neergezet volgens het principe van de Plattenbau. In Kopli werd ook een basis voor het Rode Leger ingericht.
Na het herstel van de Estische onafhankelijkheid in 1991 gingen veel fabrieken dicht omdat Rusland als afzetmarkt verloren ging. Kopli is sindsdien een wat achtergebleven deel van Tallinn met veel werkloosheid. De wijk is ook een verzamelpunt voor daklozen.
Kopli heeft twee tramlijnen. Lijn 1 gaat naar de wijk Kadriorg, lijn 2 naar de wijk Ülemiste. Tot in 2017 reed Trolleybus 9 naar de straat Keskuse tänav in de wijk Mustamäe. In dat jaar werd de lijn een buslijn, dat is nu lijn 72. Verder is er een buslijn naar het stadsdistrict Nõmme.
De haven van Kopli is nu een overslaghaven, vooral voor olie en hout. Verder worden er schepen gebouwd en gerepareerd. Door een goederenspoorlijn is de haven verbonden met het Estische spoorwegnet.
Kopli kreeg in 1915 een eigen postkantoor. Tot eind 1917 was hier een stempel Корабельное in gebruik. Na de Duitse bezetting van Estland in februari 1918 tijdens de Eerste Wereldoorlog ging het postkantoor dicht. Het werd heropend in 1923 en voerde toen een stempel Kopli. Na de Tweede Wereldoorlog heette het postkantoor Tallinn 17. Sinds 2001 heet het ‘Tallinn Kopli’.
In Kopli was vroeger de Technische Universiteit Tallinn gevestigd, maar die is verhuisd naar de wijk Mustamäe. In het gebouw zit nu de Estische Hogere Zeevaartschool, een onderdeel van die universiteit.

## Het kerkhof van Kopli

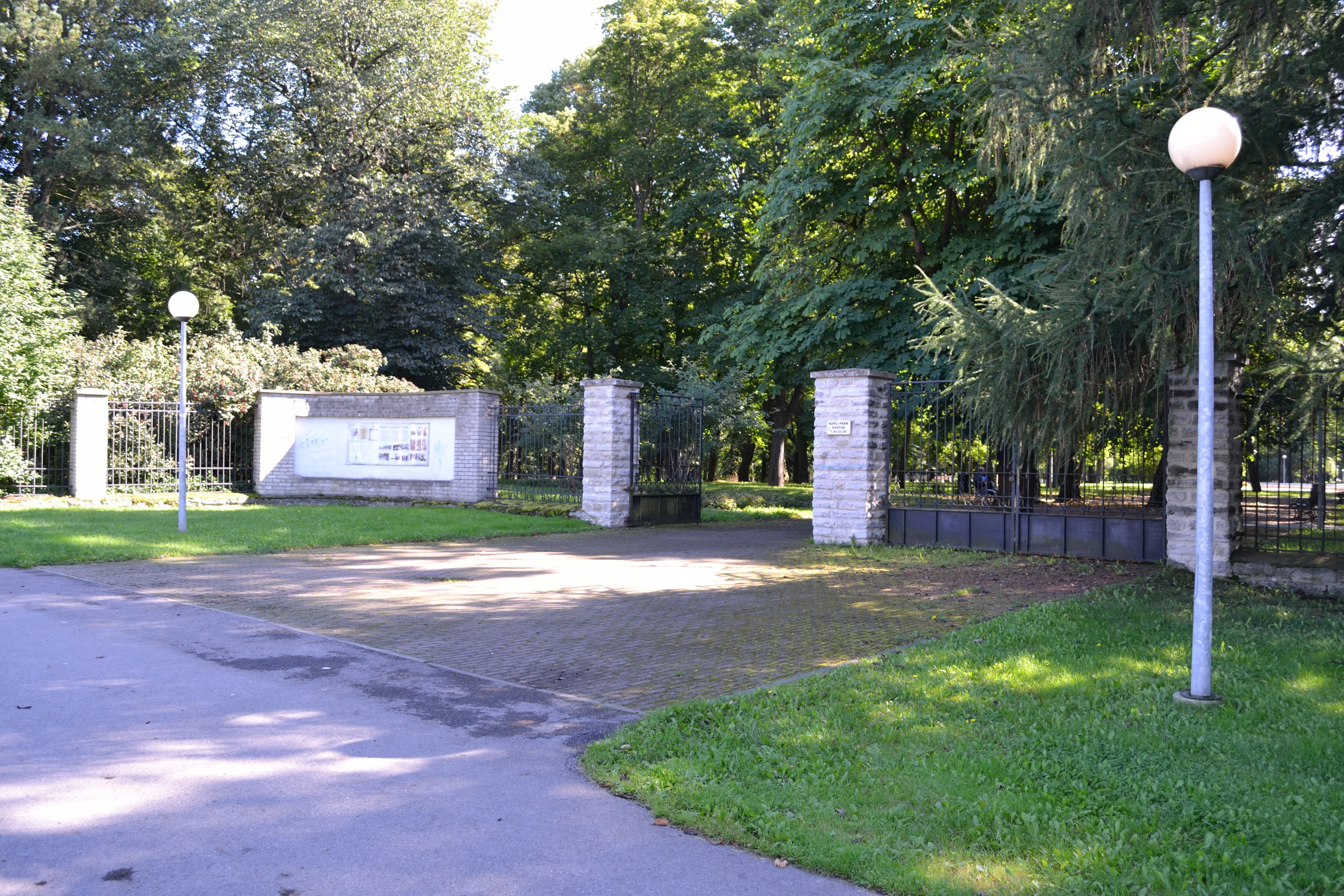
De ingang van Koplipark, vroeger het kerkhof van de Baltische Duitsers

Sinds 1349, toen Tallinn in handen kwam van de Duitse Orde, was de bovenlaag van de bevolking van Duitse afkomst. In Kopli werd in 1774 een kerkhof aangelegd speciaal voor die Baltische Duitsers. Zij noemden het Friedhof von Ziegelskoppel; de Esten spraken van Kopli kalmistu. Het kerkhof bestond uit twee delen. Het westelijk deel was gereserveerd voor parochianen van de Sint-Nicolaaskerk, het oostelijk deel voor parochianen van de Sint-Olafkerk.
Het kerkhof was in gebruik tot in 1939. In dat jaar werden de Baltische Duitsers gedwongen te vertrekken naar nazi-Duitsland. In de jaren daarna, tot in 1944, vonden nog een paar begrafenissen plaats van mensen die toch half illegaal waren achtergebleven. Op het laatst telde het kerkhof duizenden graven. Een van de graven was dat van Lodewijk van Heiden, overigens geen Baltische Duitser.
In 1950-51, tijdens de Sovjetbezetting, werd het kerkhof compleet geruimd om plaats te maken voor een legerbasis. De grafstenen werden gebruikt als bouwmateriaal voor muren en wegen. Anders dan bij de ruiming van een kerkhof in de wijk Kalamaja om dezelfde reden, zijn hier de begrafenisregisters wel bewaard gebleven.
Tegenwoordig ligt op deze plaats het Koplipark (Estisch: Kopli park). Er staat zelfs geen gedenksteen voor de vroegere begraafplaats.
Werner Bergengruen noemt het kerkhof enkele malen in zijn novellebundel Der Tod von Reval.